# كينغدون قاولد الثالث
كينغدون قاولد الثالث (بالإنجليزية: Kingdon Gould III)‏ هو شخصية أعمال أمريكي، ولد في 16 يونيو 1948 في نيو هيفن في الولايات المتحدة.